# Ekonomika Albánie
Ekonomika Albánie prodělala od 90. let přechod od komunistické minulosti do volného trhu.

## Zemědělství

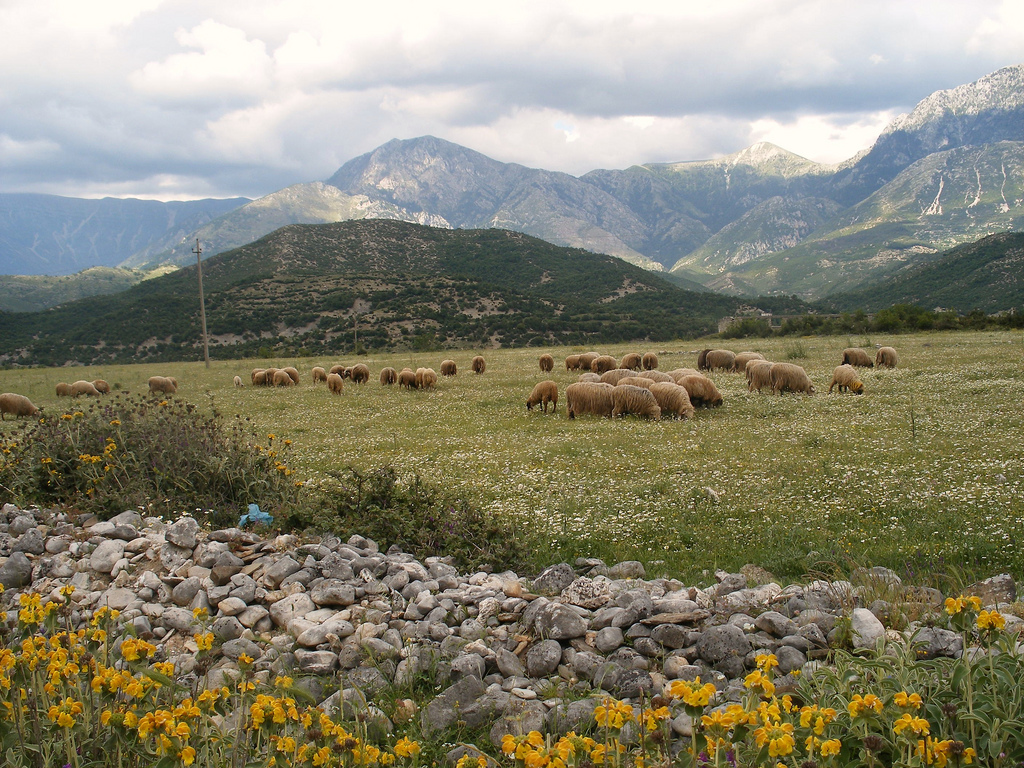
Pastevectví v Albánii

Vytváří asi 24,6 % HDP. Téměř 58 % práceschopné populace je samostatně výdělečně činné v zemědělství. Převažuje rostlinná produkce. Pěstují se obiloviny, luskoviny, olejniny, brambory, cukrová řepa, zelenina (v pobřežních nížinách a horských kotlinách), v příhodných podmínkách se vyskytuje vinná réva nebo bavlna. Významné je pěstování tabáku, oliv a ovoce (jablka, hrušky, citrusové plody) při pobřeží. Albánští zemědělci vypěstují 10 000 t ovoce a zeleniny, z čehož je 90 % prodáno na domácím trhu a 10 % jde na export. Vyrábí se med, mléko i nealkoholické a alkoholické nápoje. Živočišná výroba byla původně orientována hlavně na chov ovcí a koz (většina země je hornatá), ale postupně se zvyšují stavy skotu a prasat. Protože je Albánie přímořská oblast, má nezastupitelnou roli i rybolov.
Albánská zemědělská výroba pokrývá pouze 25 % poptávky domácího trhu. 75 % potravinářských a zemědělských výrobků se musí dovážet ze zahraničí, aby byly pokryty základní potřeby obyvatelstva. Albánie je rozdělena na geografické zóny podle zemědělské produkce:
- pobřežní zóna na západě země, kde se nachází 44 % orné půdy
- hornatá zóna, která leží v centrální části země a představuje 37 % orné půdy s možností živočišné výroby
- náhorní zóna, která představuje 19 % orné půdy s možností pro dřevozpracující průmysl.

Celkem 60 % ziskové půdy pochází z pastvin a luk, 15 % z lesů, 15 % úhor a 10 % rašeliniště a bažiny.

## Průmysl

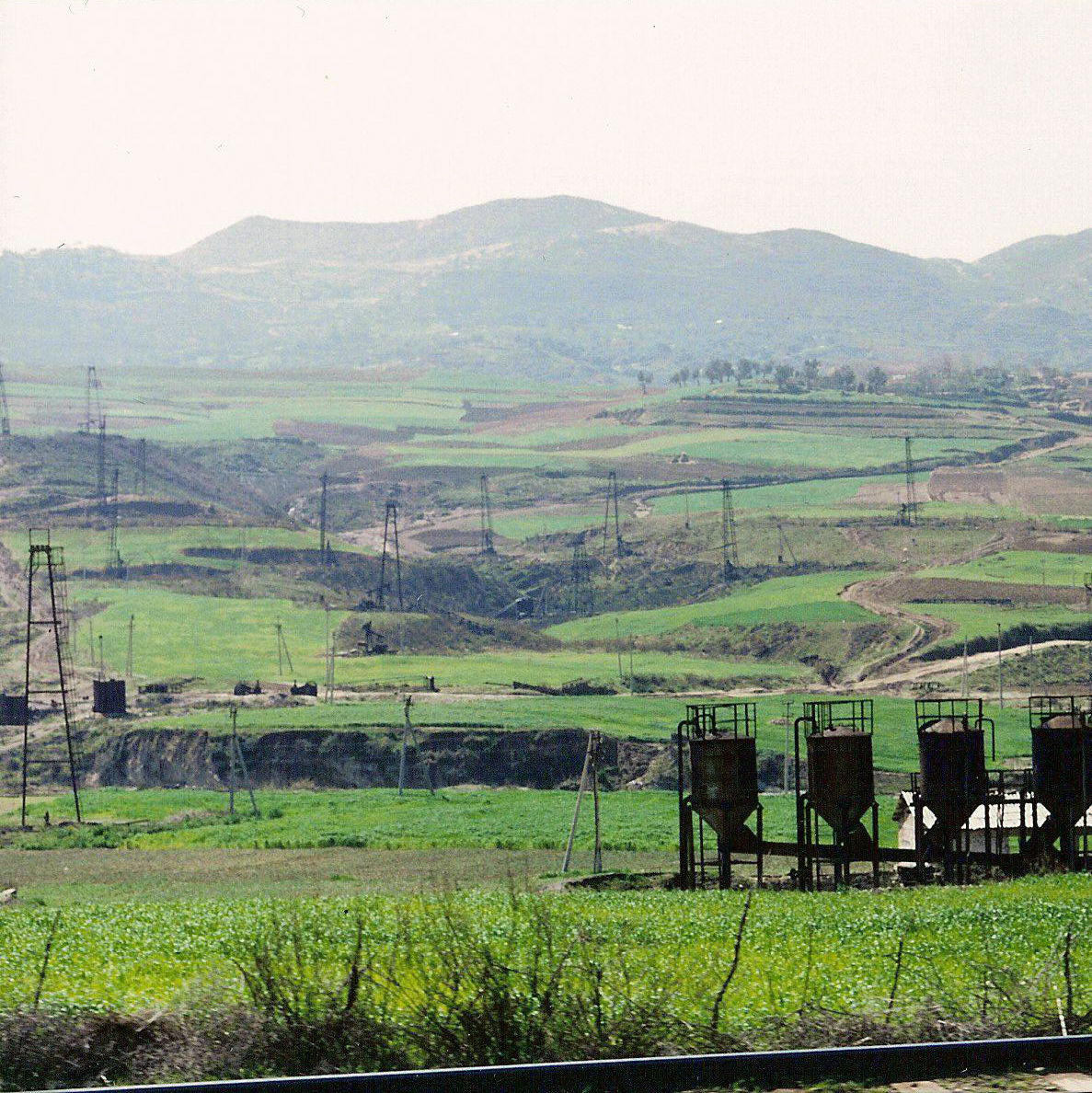
Těžba ropy, Mallakastra

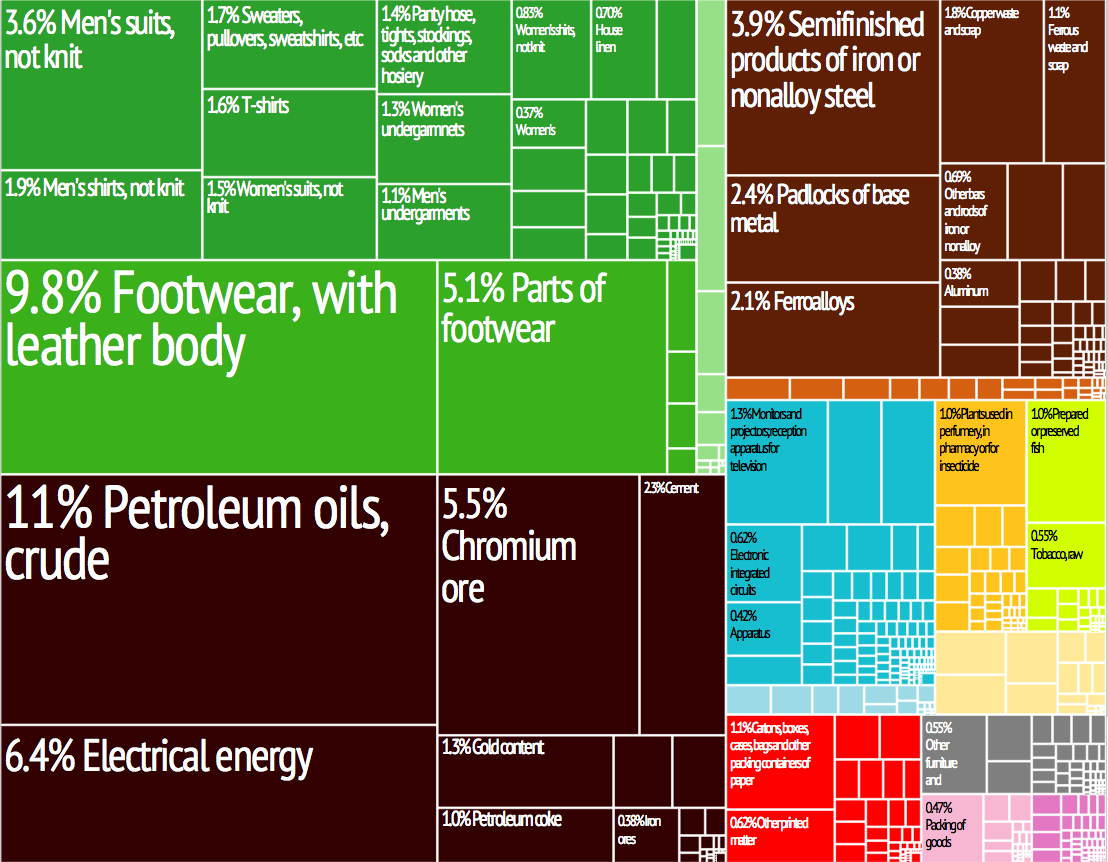
Albánský vývoz

Průmysl začal vznikat až po druhé světové válce; přesto existovaly již některé drobné závody v dřívější době. Jeho podíl na tvorbě HDP činí 10,2 %. Mezi nejvýznamnější sektory albánského průmyslu patří především průmysl textilní, kožedělný, papírenský, těžební, chemický, umělých hmot a dále pak zpracování nerostných surovin. Mnoho organizací v těžebním a zpracovatelském průmyslu, které jsou vlastněny státem, je zaměřeno na výrobu energie, těžbu ropy, mědi, chrómu, niklu a dalších nerostných surovin. Albánie má zásoby zemního plynu, uhlí, vápence, kaolínu, stavebních materiálů, říčního štěrku, magnezitu, olivínu a dolomitu.
Albánie disponuje nevelkými, spíše izolovanými, ložisky uhlí s nižším stupněm prouhelnění. Významnější uhelné pánve se nacházejí ve čtyřech regionech: Tirana-Durres (střední Albánie, především blízko Valias, Manez, Kamza a Krrabe, největší důlní revír), v širším okolí obcí Mborje a Drenove, Pogradec (u obce Alapur, jižně od Ochridského jezera) a Memaliaj (severně od města Tepelene). Ve všech případech se jedná o uhlí s nízkou výhřevností, obsah síry zpravidla překračuje 3 %, obsah popela se pohybuje do 40 %.
Celkem je v Albánii cca 250 soukromých a 10 mezinárodních společností, které se zabývají těžbou surovin např. těžba chromu v Librazhdu a Pogradci. Těžbu ferochrómu v Elbasanu využívá italská společnost Darfo. Niklový průmysl má pronajatý řecká společnost. V severní Albánii se těžbou železné a niklové rudy zabývá australská společnost. V Tiraně, Elbasanu a Korçë jsou závody na zpracování alabastru. Nejvýznamnější rafinerie na těžbu a zpracování ropy se nachází Ballshi. Ropa se těží ve střední části země, odkud vedou ropovody k pobřeží.
Důležitá pro albánské hospodářství je těžba přírodního asfaltu a potravinářský průmysl. Vyrábí se olivový olej, ovocné, zeleninové a rybí konzervy, tabákové výrobky, vína, destiláty a cukry. Prosazuje se také výroba stavebních hmot (v Albánii se po změně režimu velmi zvýšila poptávka po stavebních hmotách) a dřevozpracující průmysl.
Mezi průmyslová centra země patří:
- Tirana – strojírenský (traktory a stroje), textilní
- Drač – loděnice
- Elbasan – velký dřevozpracující kombinát

Podíl ekonomicky aktivních obyvatel v jednotlivých sektorech je následující:
- zemědělství 47 % (vyspělé státy asi 5 %),
- průmysl 31 %,
- služby 22 %

### Stavebnictví
Albánské stavebnictví se podílí 9,1 % na tvorbě HDP. Vedle služeb je za posledních 10 let nejvýrazněji se rozvíjejícím odvětvím albánského hospodářství. Výstavba nových hotelů, turistických ubytovacích kapacit, administrativních budov, rekonstrukce stávajících nebo výstavba nových sídlišť, soukromých vil, rekonstrukce a výstavba nových silnic a rekonstrukce architektonických památek patří mezi každodenní hlavní priority albánského stavebnictví.

### Energetika

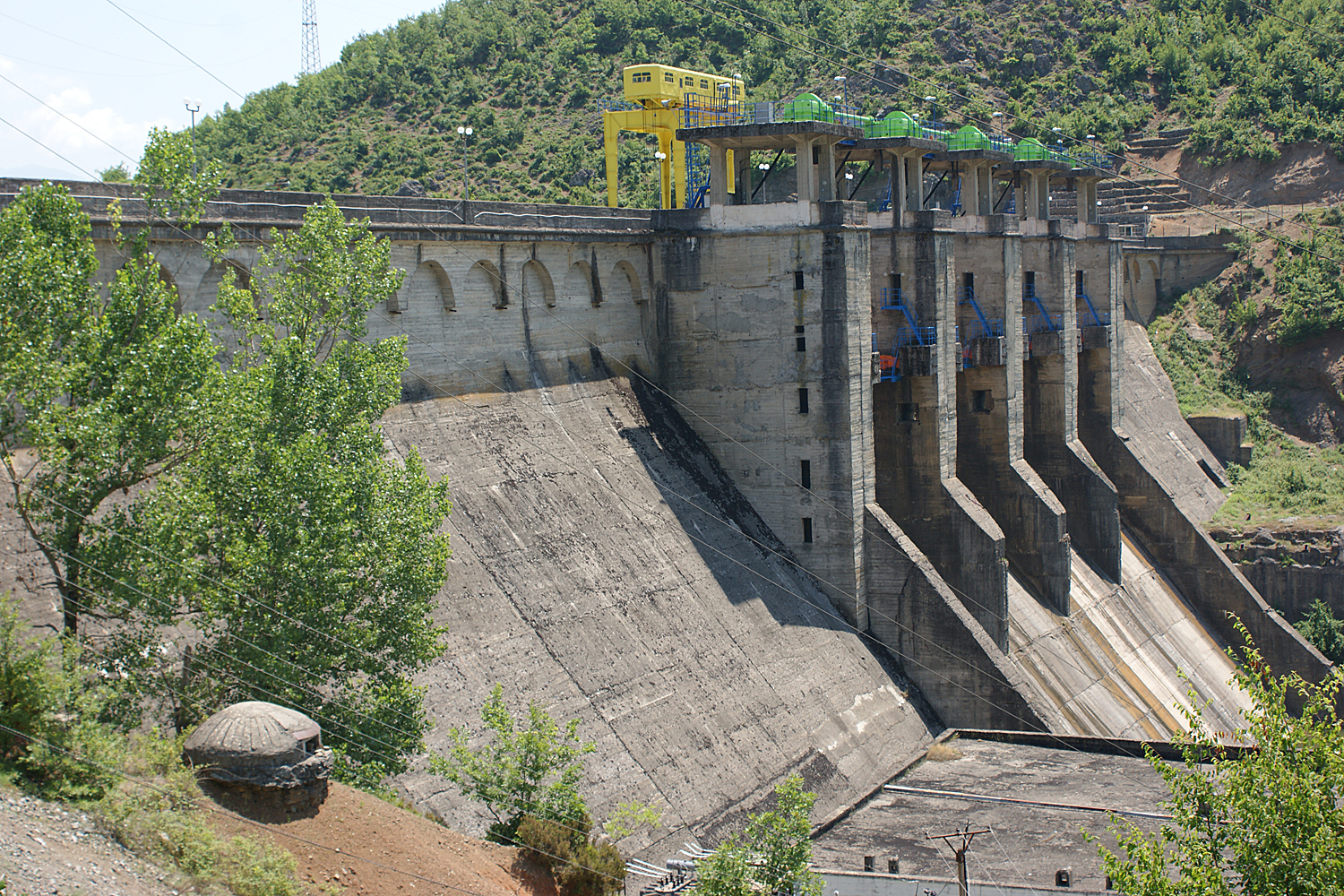
Přehrada Ulza

Albánie získává 98 % elektrické energie z vodních elektráren. Nachází se zde 83 malých a 3 střední hydroelektrárny (malé hydroelektrárny mají kapacitu do 5 MW). ERE oznámil, že v roce 2003 tyto malé a střední elektrárny vyrobily 41 milionů kWh. Podle tohoto zdroje kapacita vodních elektráren může být po rekonstrukci zvýšena až na 40 MW.
V posledních letech došlo k drastické změně ve struktuře spotřeby elektrické energie v zemi, charakteristické neúměrnou spotřebou energie v domácnostech, kde je v zimních měsících elektřina prakticky jediným zdrojem topení. Ústřední topení na jakýkoliv druh paliva v Albánii v zásadě neexistuje. Topení alternativními palivy jako např. plyn není využíváno ve větším měřítku – plyn v bombách pro přenosná kamna je velmi nekvalitní. Vláda však nebojuje dostatečně proti ilegálním přípojkám elektrické energie a brání důslednému vymáhání velkých nedoplatků za odběry elektrické energie.
Albánie není schopna potřebu elektřiny pokrýt z vlastních zdrojů. Země postrádá dostatečné množství energetických kapacit; není schopna z vlastních prostředků rehabilitovat stávající energetická zařízení, která, místo aby vyráběla elektřinu, chátrají. Tyto nedostatky jsou ve stálé větší míře nahrazovány dovozy ze zahraničí; během odpoledních hodin je elektrický proud vypínán. Více než 33 % z celkové spotřeby země se musí dovážet ze sousedních zemí, ale i zde se projevují vážné potíže. Systém se potýká nejen s finančními problémy, ale je limitován i špatným technickým stavem rozvodných sítí. Často tak dochází k přetížení a vážným poruchám, které vedou k výpadkům proudu. Od 1. ledna 2005 byla zvýšena cena elektrické energie, neboť vláda přestala finančně podporovat dováženou energii.

## Služby
Služby patří k nejdynamičtěji se rozvíjejícím albánským odvětvím. Podílí se 46 % na tvorbě HDP. Nejvýznamnějšími z nich jsou telekomunikace, turistika, bankovní a pojišťovací služby

### Telekomunikace
Patří mezi nejrychleji se rozvíjející odvětví služeb. K 1. lednu 2005 došlo k plné liberalizaci telekomunikačního trhu. Velký nárůst zaznamenal prodej mobilních telefonů. Na albánském trhu jsou v současnosti rozhodující dva operátoři mobilní sítě, která pokrývá téměř 90 % albánského území. Jedná se o AMC a Vodafone Albania. V březnu 2004 byla založena společnost Eagle Mobile, jejímž hlavním cílem je budování sítě pro mobilní telefony. Společnost je 100 % vlastněna Albtelekomem (monopolním držitelem pevných linek).

## Doprava

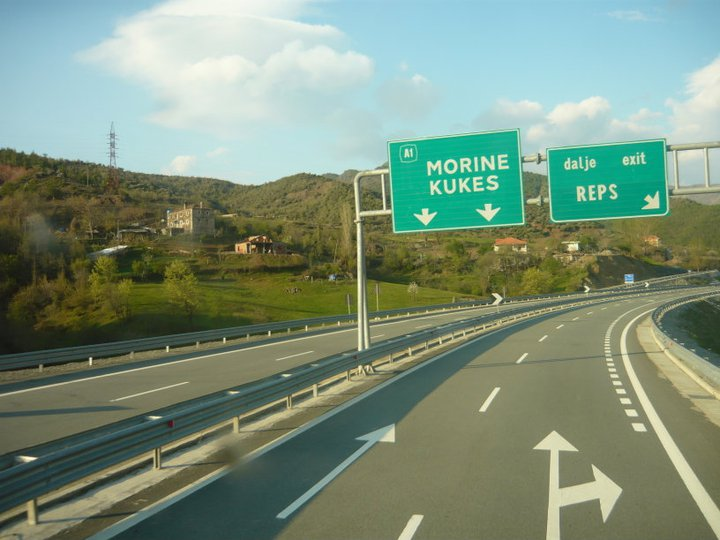
Dálnice A1 v severní Albánii.

Albánie považuje prakticky za nejvýznamnější pro další rozšiřování obchodu propojení země s ostatními státy Balkánu. Program modernizace albánských komunikací je nemyslitelný bez finanční podpory zahraničních dárců a účasti cizích firem. Přestože se neustále rekonstruují stávající a stavějí nové silnice, lze říci, že Albánie patří k zemím s nejhoršími komunikacemi v Evropě. Silně pokulhávají i železnice. Železniční park je nadále v katastrofálním stavu a stejně tomu je i s převážnou většinou železničních tratí. MMF doporučuje albánské vládě zrušit železnice a ušetřené finanční prostředky investovat do výstavby nových silnic. Stávající albánská vláda však trvá na rekonstrukci železniční tratě Tirana–Drač s vybudováním odbočky na letiště Rinas.
V roce 2004 byla dokončena výstavba a rekonstrukce řady silničních tahů. Mezi Tiranou a Dračí již existuje čtyřproudá dálnice; spojení se Skadarem a Rrozgodine jsou také kvalitní a nově postavené. V jižních oblastech budují nové komunikace Řekové (úsek mezi Gjirokastërem a hranicemi).